# Lepidodactylus euaensis
Espèce
Statut de conservation UICN

 CR B1ab(iii) : 
En danger critique
Lepidodactylus euaensis est une espèce de geckos de la famille des Gekkonidae.

## Répartition
Cette espèce est endémique de l'île ʻEua aux Tonga.

## Étymologie
Son nom d'espèce, composé de eua et du suffixe latin -ensis, « qui vit dans, qui habite », lui a été donné en référence au lieu de sa découverte.

## Publication originale
- Gibbons & Brown, 1988 : A new Lepidodactylus (Gekkonidae) from Eua Island, Tonga. Journal of Herpetology, vol. 22, n. 3, p. 356-360.